# Montastruc-la-Conseillère
Montastruc-la-Conseillère (en occitano: Montastruc e la Conselhièra) es una población y comuna francesa, en la región de Occitania, departamento de Alto Garona, en el distrito de Toulouse. Es el chef-lieu cantón de Montastruc-la-Conseillère.

## Demografía
| 1033 | 1357 | 1635 | 1842 | 2101 | 2495 |
| Para los censos de 1962 a 1999 la población legal corresponde a la población sin duplicidades (Fuente: INSEE [Consultar]) |      |      |      |      |      |